# Висяжка
Висяжка — река в Чувашии, Мордовии и Нижегородской области. Левый приток реки Меня (бассейн Суры).
Длина реки — 10 км. Берёт начало в 1,5 км к востоку от села Липовка Сеченовского района Нижегородской области, исток находится на границе с Ардатовским районом Мордовии. В верховьях река течёт на северо-восток по границе регионов (правый берег — Мордовия), затем входит в Порецкий район Чувашии. В низовьях течёт на восток и впадает в Меню по левому берегу в 29 км от её устья.
В среднем течении на левом берегу расположена деревня Крылово (ранее называлась Висяга, единственный населённый пункт в бассейне). Имеются мосты через реку — у деревни и вблизи устья.
Лесистость бассейна низкая, территория занята в основном обрабатываемыми полями.

## Данные водного реестра
По данным государственного водного реестра России относится к Верхневолжскому бассейновому округу, водохозяйственный участок реки — Сура от устья реки Алатырь и до устья, речной подбассейн реки — Сура. Речной бассейн реки — (Верхняя) Волга до Куйбышевского водохранилища (без бассейна Оки).
Код водного объекта в государственном водном реестре — 08010500412110000039074.